# Габриэл Пек
Габриэ́л Фо́ртес Ша́вес (порт.-браз. Gabriel Fortes Chaves) более известный, как Габриэ́л Пек (порт.-браз. Gabriel Pec); род. 11 февраля 2001, Петрополис, штат Рио-де-Жанейро) — бразильский футболист, полузащитник клуба «Лос-Анджелес Гэлакси».

## Биография
Пек — воспитанник клуба «Васко да Гама». 19 января 2019 года в поединке Лиги Кариока против «Бангу» Габриэл дебютировал за основной состав. 7 сентября в матче против «Баии» он дебютировал в бразильской Серии A.
30 января 2024 года Пек перешёл в клуб MLS «Лос-Анджелес Гэлакси», в качестве молодого назначенного игрока подписав пятилетний контракт до конца сезона 2028. По сведениям прессы, трансфер, обошедшийся в сумму 10 млн долларов, стал самой дорогой покупкой в истории американского клуба. В MLS он дебютировал 25 февраля в матче стартового тура сезона 2024 против «Интер Майами», выйдя на замену во втором тайме вместо Диего Фагундеса.

## Достижения
Командные
«Васко да Гама»
- Обладатель Трофея Рио: 2021

 Лос-Анджелес Гэлакси
- Обладатель Кубка MLS: 2024
- Победитель Западной конференции MLS: 2024